# Алексис, Виллибальд
Виллиба́льд Але́ксис (нем. Willibald Alexis, настоящее имя Георг Вильгельм Генрих Геринг (нем. Georg Wilhelm Heinrich Häring); 29 июня 1798, Вроцлав — 16 декабря 1871, Арнштадт) — немецкий писатель, основоположник жанра реалистического исторического романа в немецкой литературе. Наиболее известен как автор многотомных романов, посвящённых истории Пруссии.

## Биография
Виллибальд Алексис происходил из бретонской гугенотской семьи из Бретани по фамилии Аренк (фр. Harenc), трансформировавшейся в Германии в Геринг (нем. Häring). Свой псевдоним (преноним) Алексис (от лат. alex — «сельдь») писатель выбрал позднее во избежание шуток по поводу своей фамилии, омонимичной в немецком языке со словом «сельдь» (нем. Hering). Отец Виллибальда, директор канцелярии, умер в 1802 году. Ребёнком Виллибальд пережил осаду Бреславля. После взятия города французами, Алексис с матерью Генриеттой Юлианой Луизой Шарлоттой, урождённой Рельштаб, перебрался в Берлин.
В течение 14 лет мать с сыном проживали у родственников. Мальчик учился в частной школе, затем в фридрихсвердерской гимназии. В марте 1813 года гимназиста потрясли бои в Берлине между казаками и французами. В 1815 году Алексис добровольцем участвовал в освободительных войнах, в составе кольбергского полка принимал участие в осаде арденнских крепостей.
С 1817 года Алексис изучал юриспруденцию и историю в Берлине и Бреслау под руководством Фридриха Карла фон Савиньи и Фридриха фон Раумера, в 1820 году стажировался в коллегии по уголовным делам Камерального суда, где познакомился с другом Э. Т. А. Гофмана, юристом и издателем Юлиусом Эдуардом Гитцигом, который свёл его в свою очередь с Фридрихом де Ла Мотт-Фуке. В 1824 году, на волне успеха своего первого романа, Алексис уволился с государственной службы.
С 1827 года Алексис проживал в Берлине и руководил редакцией газеты Berliner Konversationsblatt, в 1835 году сложил свои полномочия в знак протеста против ожесточившейся цензуры и посвятил себя писательской деятельности. Алексис находился под влиянием творчества Вальтера Скотта и в особенности его романа «Айвенго» и даже опубликовал свой первый роман «Валладмор» (1823—1824) как перевод шотландского романа.
В последующие годы Алексис писал роман за романом, которые пользовались большим успехом, а также занимался другой деятельностью: учредил несколько читательских обществ, руководил книжными магазинами, покупал и продавал недвижимость, работал театральным критиком в газете Vossische Zeitung, путешествовал по Франции, Скандинавии и Восточной Пруссии. Благодаря сотрудничеству в литературном Новом обществе по средам Алексис познакомился с Йозефом фон Эйхендорфом, Карлом Иммерманом и Вильгельмом Гауфом. Женился на англичанке Летисии Персеваль, их дом стал одним из центров литературной жизни Берлина, в гостях у Алексиса бывал Людвиг Тик.
Убеждённый приверженец революционных идей, прозванный «красным республиканцем», Алексис был разочарован поражением революции 1848 года и был вынужден покинуть Берлин из-за обрушившейся на него критики. После длительного пребывания в Риме Алексис вернулся на родину и поселился в Арнштадте.
В 1856 году Алексис пережил первый удар, в 1860 году — второй. Память писателя была непоправимо поражена, продолжать литературную деятельность не представлялось возможным. Некогда состоятельный писатель, он был вынужден обратиться за помощью Немецкого фонда Шиллера. В 1867 году парализованный, ослепший и ослабший умом Алексис удостоился ордена Дома Гогенцоллернов. Виллибальд Алексис был похоронен на Старом кладбище в Арнштадте.